# میشیگان سیتی (ایندیانا)
میشیگان سیتی، ایندیانا (به انگلیسی: Michigan City, Indiana) یک شهر در ایالات متحده آمریکا با جمعیت ۳۱٬۴۷۹ نفر است که در شهرستان لاپورته، ایندیانا واقع شده‌است.